# Bruno Trojani

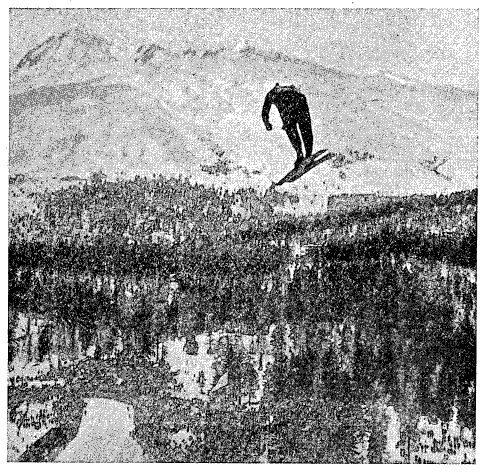
Bruno Trojani 1928.

Bruno Trojani, född 29 augusti 1907, död 14 januari 1966 i Gstaad, Bern, var en schweizisk backhoppare. Han var med i de olympiska vinterspelen i Sankt Moritz 1928 i backhoppning där han kom på 32:a plats.